# Circuito Brasileiro de Voleibol de Praia Feminino Sub-19 de 2016
O Circuito Brasileiro de Voleibol de Praia Sub-19 de 2016, também chamado de Circuito Banco do Brasil de Vôlei de Praia Sub-19, foi a décima terceira edição da principal competição nacional de Vôlei de Praia na categoria Sub-19 na variante feminina, iniciado em 1 de abril de 2016.

## Resultados

### Circuito Sub-19
| Evento                                                     | Ouro                                 | Prata                                 | Bronze                                | Quarto lugar                   |
| 1ª Etapa Saquarema, Rio de Janeiro 1 a 3 de abril de 2016. | Vitória Rodrigues Giovanna Gonçalves | Kyce Mikaele Millena de Lima          | Jacqui Ribeiro Ana Carolina Costa     | Roberta Glatt Clara Maia       |
| 2ª Etapa João Pessoa, Paraíba 13 a 15 de maio de 2016.     | Vitória Rodrigues Giovanna Gonçalves | Talita Calixto Simonetti Amanda Nunes | Kyce Mikaele Milena Pâmela            | Amanda Mariano Monique Rossato |
| 3ª Etapa Manaus, Amazonas 27 a 30 de outubro de 2016.      | Vitória Rodrigues Giovanna Gonçalves | Kyce Mikaele Milena Pâmela            | Talita Calixto Simonetti Amanda Nunes | Amanda Mariano Monique Rossato |